# 朱石麟
朱石麟（1899年7月27日—1967年1月5日），苏州太仓人，中國電影導演，藝術家，編劇。學生包括白沉和岑範等。

## 生平
1946年起在香港電影界活躍。

## 電影
1. 《万世流芳》（1943）
2. 《红楼梦》（1944）
3. 《各有千秋》（1947）
4. 《清宫秘史》（1948）
5. 《花姑娘》（1951）
6. 《误佳期》（1951）
7. 《一板之隔》（1952）
8. 《中秋月》（1953）
9. 《喬遷之喜》（1953）
10. 《水火之間》（1955）
11. 《新婚第一夜》（1956）
12. 《新寡》（1956）
13. 《抢新郎》（1958）
14. 《同命鸳鸯》（1960）
15. 《董小宛》（1963）
16. 《故园春梦》（1964）